# Alelêngio
Alelêngio (em grego medieval: ἀλληλέγγυον; romaniz.: alleléngyon; em latim: allelengium) era um imposto estabelecido em 1002 pelo imperador bizantino Basílio II (r. 976–1025), exigindo que os proprietários mais ricos pagassem as dívidas fiscais devidas por seus vizinhos mais pobres. Baseava-se em um conceito existente no direito romano e bizantino, mas foi abolido por Romano III (r. 1028–1034) em 1028.

## Antecedentes
O termo allelengýe (ἀλληλεγύη, "garantia / segurança mútua") é atestado pela primeira vez nos papiros de Oxirrinco e identifica uma garantia conjunta sobre uma dívida ou outra obrigação fiscal. No Período Bizantino Inicial (séculos IV-VII), se tornou um equivalente grego do termo latino fidejússio. De acordo com uma novela de Justiniano I (r. 527–565), havia dois tipos, um de responsabilidade limitada entre as co-garantias e outro de responsabilidade ilimitada por toda e qualquer responsabilidade fiscal e legal que surgir. No uso em textos dos séculos IX e X, o significado mudou um pouco para substituir o termo anterior epíbolo ao descrever a obrigação tributária coletiva entre comunidades rurais: desse modo, na legislação de Nicéforo I, o Logóteta (r. 802–811), uma comunidade tinha que cobrir coletivamente os membros mais pobres que estavam atualmente no serviço militar e incapazes de pagar, e uma legislação posterior estendeu isso às obrigações de qualquer camponês que havia fugido da terra.

## Lei de Basílio II
Em 1002, Basílio II (r. 976–1025) instituiu o alelêngio como lei específica, que obrigava proprietários mais ricos (os dínatos) a cobrir dívidas atrasadas de contribuintes mais pobres. Suas disposições exatas são desconhecidas, mas a lei se mostrou impopular entre os setores mais ricos da sociedade. A pressão da Igreja levou ao seu cancelamento em 1028, por Romano III (r. 1028–1034). No entanto, o termo aparece nas fontes até a virada do século XII, quando o futuro patriarca de Constantinopla Nicolau IV (r. 1147–1151) acusou os coletores de impostos de ainda aplicarem o alelêngio para extrair impostos dos camponeses.